# Перелік наукових фахових видань з історичних наук
Перелік наукових фахових видань з історичних наук, затверджений ВАК України.

## Збірники наукових праць
- Carpatica — Карпатика
- Актуальні проблеми вітчизняної та всесвітньої історії (Харків)
- Актуальні проблеми вітчизняної та всесвітньої історії. (Рівне)
- Актуальні проблеми державного управління
- Актуальні проблеми міжнародних відносин
- Археологический альманах
- Археологічні відкриття в Україні
- Археологічні дослідження Львівського університету
- Археологічні студії
- Археометрія та охорона історико-культурної спадщини
- Архівознавство. Археографія. Джерелознавство
- Бахмутський шлях
- Боспорские исследования
- Військово-науковий вісник
- Вісник Державного університету "Львівська політехніка"
  - Серія: Держава та армія
- Вісник Академії праці і соціальних відносин Федерації профспілок України
- Вісник Дніпропетровського університету:
  - Серія: Історія і філософія науки і техніки
  - Серія: Історія та археологія
- Вісник Донецького університету:
  - Серія Б. «Гуманітарні науки»
- Вісник Запорізького юридичного інституту МВС України
- Вісник Київського державного лінгвістичного університету:
  - Серія: Історія, економіка, філософія
- Вісник Київського інституту "Слов"янський університет":
  - Серія: Історія
- Вісник Київського міжнародного університету:
  - Серія: міжнародні відносини
- Вісник Київського національного університету імені Тараса Шевченка:
  - Серія: Історія
  - Серія: Міжнародні відносини
  - Серія: Українознавство
- Вісник Київського національного університету культури і мистецтв:
  - Серія: Історія, теорія культури
- Вісник Київського славістичного університету:
  - Серія: Історія
- Вісник Луганського державного педагогічного університету ім. Тараса Шевченка
- Вісник Львівського університету:
  - Серія: Історична
  - Серія: Міжнародні відносини
- Вісник Львівської комерційної академії:
  - Серія: гуманітарні науки
- Вісник Прикарпатського університету:
  - Серія: Історія
- Вісник Харківського державного університету:
  - Серія: Історія України
  - Серія: Історія
- Вісник Харківської державної академії культури
- Вісник Черкаського університету:
  - Серія: Соціально-гуманітарні науки
- Вісник Чернігівського державного педагогічного університету імені Т. Г. Шевченка:
  - Серія: Історичні науки
- Вопросы германской истории
- Вчені записки Харківського гуманітарного інституту «Народна українська академія»
- Гілея (науковий вісник)
- Джерелознавчі та історіографічні проблеми історії України
- Донецкий археологический сборник
- Дослідження з історії техніки
- Дрогобицький краєзнавчий збірник
- Етнічна історія народів Європи
- Ефективність державного управління
- Журналістика (Київський національний університет імені Тараса Шевченка)
- Записки історичного факультету (Одеський державний університет імені І. І. Мечнікова)
- Записки Львівської наукової бібліотеки ім. В.Стефаника НАН України
- Записки Наукового товариства імені Шевченка. Праці Історично-філософської секції
- Записки науково-дослідної лабораторії історії Південної України Запорізького державного університету: Південна Україна XVIII—XIX століття
- Збірник навчально-методичних матеріалів і наукових статей історичного факультету (Волинський державний університет імені лесі Українки Міносвіти України)
- Збірник наукових праць Військового гуманітарного інституту Національної академії оборони України
- Збірник наукових праць Київського військового гуманітарного інституту Міноборони України
- Збірник наукових праць Науково-дослідного центру періодики
- Збірник наукових праць Харківського державного педагогічного університету ім. Г.Сковороди:
  - Серія: Історія та географія
- Збірник наукових праць Черкаського національного університету
- Іван Огієнко і сучасна наука та освіта. Науковий збірник:
  - Серія: Історична та філологічна
- Інтелігенція і влада
- Історико-географічні дослідження в Україні
- Історико-політичні проблеми сучасного світу
- Історична пам'ять (Полтава)
- Історична панорама
- Історичні записки (Східноукраїнський національний університет імені Володимира Даля МОН України)
- Історіографічні дослідження в Україні
- Історія архівної справи: спогади, дослідження, джерела
- Історія і культура Придніпров'я: Невідомі та маловідомі сторінки: Науковий щорічник
- Історія та історіографія в Європі
- Історія України. Маловідомі імена, події, факти
- Історія української науки на межі тисячоліть
- Історія українського мистецтва (видання)
- Кам'яна доба України (Інституту археології НАН України)
- Лаврський альманах
- Література та культура Полісся
- Материалы по археологии, истории и этнографии Таврии
- Матеріали до української етнології
- Матеріали і дослідження з археології Прикарпаття і Волині
- Матеріали та дослідження з археології Східної України
- Міжнародні зв"язки України: наукові пошуки і знахідки
- Музейний вісник (Запорізькій державний обласний краєзнавчий музей)
- Наддніпрянська Україна: історичні процеси, події, постаті
- Нариси з історії природознавства і техніки
- Науковий вісник Дипломатичної академії України
- Науковий вісник Ізмаїльського державного гуманітарного університету
- Науковий вісник Ізмаїльського державного педагогічного інституту
- Науковий вісник Чернівецького університету:
  - Серія: Історія
- Науковий часопис Національного педагогічного університету імені М. П. Драгоманова
  - Серія 6. Історичні науки
- Наукові записки Вінницького державного педагогічного університету ім. Михайла Коцюбинського:
  - Серія: Історія
- Наукові записки з української історії
- Наукові записки Інституту політичних і етнонаціональних досліджень НАН України
- Наукові записки КНУКіМ
  - Культура і мистецтво у сучасному світі
- Наукові записки НаУКМА
  - Серія: Теорія та історія культури
- Наукові записки Національного педагогічного університету ім. М.П.Драгоманова:
  - Серія: Педагогічні та історичні науки
- Наукові записки Національного університету "Острозька Академія":
  - Серія: Історичні науки
- Наукові записки (Кіровоград):
  - Серія: Історичні науки
- Наукові записки Тернопільського державного педагогічного університету ім. В.Гнатюка:
  - Серія: Історія
- Наукові записки. Збірник праць молодих вчених та аспірантів (Інститут української археографії та джерелознавства імені М. С. Грушевського НАН України)
- Наукові зошити історичного факультету (Львівський національний університет ім. Івана Франка)
- Наукові праці історичного факультету Запорізького національного університету (www.istznu.org)
- Наукові праці Кам'янець-Подільського державного педагогічного університету:
  - Серія: Історичні науки
- Наукові праці Національної бібліотеки України імені В.І.Вернадського
- Наукові праці (Миколаївська філія Національного університету «Києво-Могилянська Академія»)
- Наукові праці (Миколаївська філія НаУКМА)
  - Серія: Історія
- Наукові праці (Миколаївський державний гуманітарний університет ім. Петра Могили комплексу НаУКМА)
  - Серія: Історія
- Нові сторінки історії Донбасу
- Освіта, наука і культура на Поділлі
- Пам'ятки
- Питання стародавньої та середньовічної історії, археології й етнології
- Питання історії нового та новітнього часу
- Питання історії України
- Питання культурології
- Південний архів (Херсон)
- Праці Центру пам'яткознавства
- Проблеми археології Подніпров'я
- Проблеми гуманітарних наук. Наукові записки ДДПУ
- Проблеми історії та методології історичної науки
- Проблеми історії України XIX — початку ХХ ст.
- Проблеми історії України: факти, судження, пошуки
- Проблеми слов'янознавства
- Просемінарій: Медієвістика. Історія Церкви, науки та культури
- Рукописна та книжкова спадщина України
- Середньовічна Україна
- Соціум (Інститут історії України НАН України, Центр соціальної історії)
- Спеціальні історичні дисципліни: питання теорії та методики
- Старожитності степового Причорномор'я і Криму
- Старожитності (Харківський історико-археологічний щорічник)
- Степи Европы в эпоху средневековья. Труды по археологии
- Сторінки воєнної історії України
- Сторінки історії (Національний технічний університет України «КПІ»)
- Структурно — семіотичні дослідження в археології
- Студії з архівної справи та документознавства
- Схід-Захід: історико-культурологічний збірник
- Сходознавство (Інститут сходознавства ім. А.Ю. Кримського НАН України)
- Україна XX ст.: культура, ідеологія, політика
- Україна в центрально-Східній Європі
- Україна модерна
- Україна: культурна спадщина, національна свідомість, державність
- Українська біографістика (Біографістика)
- Українська керамологія
- Український археографічний щорічник
- Український історичний збірник
- Українознавець
- Харківський історіографічний збірник
- Херсонесский сборник

## Журнали
- Археологічний літопис Лівобережної України (затверджено у переліку 9 червня 1999 р.)
- Археологія (затверджено у переліку 9 червня 1999 р.)
- Архіви України (затверджено у переліку 9 червня 1999 р.)
- Бахмутський шлях (затверджено у переліку 11 квітня 2001 р.)
- Бібліотекознавство. Документознавство. Інформологія (затверджено у переліку 15 грудня 2004 р.)
- Бібліотечна планета (затверджено у переліку 10 листопада 1999 р.)
- Бібліотечний вісник (затверджено у переліку 11 травня 2000 р.)
- Близькосхідний кур’єр (затверджено у переліку 10 листопада 1999 р.)
- Борисфен (затверджено у переліку 9 червня 1999 р.)
- Буковинський журнал
- Вісник Державної академії керівних кадрів культури і мистецтв
- Вісник Книжкової палати
- Вісник Східноукраїнського державного університету
- Воєнна історія
- Галичина
- Грані
- Гуманітарний журнал
- Діалог. Історія, політика, економіка
- Емінак: науковий щоквартальник
- З архівів ВУЧК-ГПУ-НКВД-КГБ
- Історичний журнал
- Історичні і політологічні дослідження
- Київська старовина
- Крымский архив
- Культура народів Причорномор’я
- Культурологічний вісник
- Людина і політика
- Мандрівець
- Народознавчі зошити
- Наука та наукознавство
- Наука. Релігія. Суспільство
- Науковий вісник ВДУ. Серія: Історичні науки
- Науковий вісник Ужгородського університету. Серія: історія
- Наукові записки. Історія (Національний університет "Києво-Могилянська Академія")
- Наукові праці. Серія: історія (Миколаївський державний гуманітарний університет ім. Петра Могили комплексу НаУКМА)
- Пам’ять століть
- Перспективи
- Питання історії науки і техніки
- Політична думка
- Політичний менеджмент
- Сіверянський літопис
- Сумська старовина
- Схід
- Східний світ
- Україна дипломатична (затверджено у переліку 10 грудня 2003 р.)
- Українознавчі студії
- Українське релігієзнавство
- Український історик
- Український історичний журнал
- Український керамологічний журнал
- Український селянин
- Університет
- Ученые записки Симферопольского государственного университета
- Учёные записки Таврического национального университета им. В.И.Вернадского
- Часопис української історії

## Електронні наукові фахові видання
- Вісник Східноукраїнського національного університету імені Володимира Даля, затверджено у переліку 9 лютого 2000 р..
- Історія науки і біографістика (біографістика), затверджено у переліку 12 квітня 2007 р..